# 153-тя резервна дивізія (Третій Рейх)
153-тя резервна дивізія (Третій Рейх) (нім. 153. Reserve-Division) — резервна піхотна дивізія Вермахту за часів Другої світової війни. 11 вересня 1942 перетворена на 153-ю навчально-польову дивізію.

## Історія
153-тя резервна дивізія утворена 11 вересня 1942 в Потсдамі у III-му військовому окрузі, шляхом перейменування Дивізії № 153.

## Райони бойових дій
- Німеччина (вересень — грудень 1942).

## Командування

### Командири
- генерал кінноти Дітер фон Бем-Бецінг (нім. Diether von Böhm-Bezing) (11 вересня — 10 грудня 1942).

### Склад
| Вересень 1942                      |
| ---------------------------------- |
| 23-й резервний піхотний полк       |
| 218-й резервний піхотний полк      |
| 257-й резервний піхотний полк      |
| 3-й резервний артилерійський полк  |
| 3-й резервний інженерний батальйон |